# Донифан (Небраска)
Донифан (енгл. Doniphan) град је у америчкој савезној држави Небраска.

## Демографија
По попису из 2010. године број становника је 829, што је 66 (8,7%) становника више него 2000. године.
| Група             | 2000.       | 2010.       |
| Белци             | 743 (97,4%) | 778 (93,8%) |
| Афроамериканци    | 0 (0,0%)    | 1 (0,1%)    |
| Азијати           | 0 (0,0%)    | 0 (0,0%)    |
| Хиспаноамериканци | 18 (2,4%)   | 36 (4,3%)   |
| Укупно            | 763         | 829         |